# Gouwe (rivier)
De Gouwe is een gekanaliseerde rivier in de Nederlandse provincie Zuid-Holland, die van noord naar zuid een traject van de Oude Rijn naar de Hollandse IJssel aflegt. De Gouwe fungeert tevens als boezemwater voor het Rijnland.

## Etymologie
De Gouwe werd in 1139 voor het eerst vermeld in een oorkonde, onder de Latijnse naam Golda. Hierin werd gesproken over 'nove culture juxta Goldam' (de nieuwe ontginningen aan de Gouwe). In een oorkonde uit 1178 erkent bisschop Godfried dat hij zich 'terram quandam juxta Goldam' (zeker land aan de Gouwe) ten onrechte heeft toegeëigend.
De herkomst van de naam Gouwe is niet met zekerheid vast te stellen. Er bestaan hierover meerdere verklaringen. Een daarvan is dat de naam afgeleid zou zijn van een algemene benaming 'gouw(e)' voor een rivier met een weg erlangs. Een andere verklaring is dat de naam betrekking heeft op de gouden gloed die het water van de Gouwe, ooit een veenstroom, heeft gehad. Deze gloed werd veroorzaakt door het veen dat door het heldere water zichtbaar was. Op beide verklaringen valt echter het nodige af te dingen.

## Geschiedenis
De Gouwe is ontstaan als veenstroompje ter hoogte van Boskoop, dat uitkwam op de Hollandse IJssel in Gouda. In de 13e eeuw werd het riviertje de Gouwe door een kanaal verbonden met de Oude Rijn. De monding van de Gouwe in de Hollandse IJssel werd uitgebreid tot een haven met een tolhuis.
In de 15e eeuw werd de rivier gekanaliseerd en was er definitief een betrouwbare route tussen Alphen aan den Rijn en Gouda. De Gouwe maakte deel uit van de voornaamste (verplichte) scheepvaartverbinding in Holland, die Dordrecht met Haarlem en later met Amsterdam verbond. De steden aan de route hielden samen met de graven van Holland, die bij Gouda en Spaarndam tol hieven, deze route in stand, tot ongenoegen van steden als Delft en Leiden. De visrechten op de Gouwe waren een heerlijk recht. Binnen de gemeente Alphen aan den Rijn waren de visrechten in de vroege negentiende eeuw in handen van Theodorus Pieter baron de Smeth.
Er dienden Gouwerechten te worden betaald, een scheepvaartrecht dat eind vorige eeuw pas werden afgeschaft. In 1895 werden ze al eens verlaagd door de Provincie Zuid-Holland, die ze ook gelijk zelf ging innen. Vanaf 1936 werden ze geheven op de Julianasluis. Vanaf 1938 werden ze voor in-varende schepen ook geheven bij Gouwsluis. Na betaling daar moest het kopie betaalbewijs weer persoonlijk op het sluiskantoor in het midden van de kolk van de Julianasluis worden ingeleverd, de sluis ging niet eerder open.

## De Gouwe als vaarweg
De Gouwe met inbegrip van het Gouwekanaal verbindt het Aarkanaal en de Oude Rijn bij Alphen aan den Rijn  met de Hollandsche IJssel bij Gouda. De lengte van de vaarweg is 15 km. De gemiddelde breedte is ongeveer 35 meter. De Gouwe gaat door of langs de plaatsen Alphen aan de Rijn, Boskoop, Waddinxveen en Gouda. Bij Boskoop is de Gouwe ten noorden van de hefbrug over een lengte van 700 meter veel smaller dan elders. Dit deel wordt ook wel het ‘Nauw van Boskoop’ genoemd. Hier is een aftakking naar de Otwegwetering die leidt naar een recreatiehaven. Bij Alphen aan den Rijn bevindt zich een insteekhaven voor het containervervoer van inlandterminal Alpherium.
Aan de westzijde van Gouda vertakt de Gouwe zich in het Gouwekanaal en een oude stroom door de stad. Deze stroom gaat via de Mallegatsluis en de Turfsingel naar de Hollandsche IJssel. De hoofdroute loopt sinds 1936 via het Gouwekanaal en de Julianasluis naar de Hollandsche IJssel. De Gouwe is van oudsher een der belangrijkste vaarwegen in Holland. Bij de Julianasluis in Gouda worden jaarlijks circa 16.000 recreatievaartuigen geteld en 7.500 beroepsvaartuigen.
De Gouwe is een vaarweg CEMT-klasse IV, dat wil zeggen dat de vaarweg geschikt is voor schepen met een maximale lengte van 85 meter en breedte van 9,5 meter. Deze schepen kunnen 3-laags high-cube containers vervoeren.  
Een klasse IV schip beladen met 3 lagen lege high-cube containers heeft een hoogte van ongeveer 8,5 meter. Wil de schipper van een containerschip tijdens de brugpassage over de lading kijken, dus zijn stuurhut niet laten zakken, dan moet de scheepshoogte met 3,0 meter vermeerderd worden en komt afgerond op 11,5 meter uit. Een klasse IV schip met alle high-cube containers beladen tot het maximum gewicht komt uit op een ladinghoogte van 6,90 meter. Inclusief het geheven stuurhuis is de hoogte afgerond 10,0 meter. Dit betekent dat een doorvaarthoogte van 12 meter voldoende is voor de beroepsvaart op de Gouwe.
Voor de recreatievaart is de Gouwe een verbindingsvaarwater, geschikt voor zeilschepen met een masthoogte van 30 meter en motorboten met een hoogte van 3,75 meter. De Gouwe maakt onderdeel uit van de Staande Mastroute. Hiervoor geldt een doorvaarthoogte van eveneens 30 meter. Met een maximale hefhoogte van 34 meter voldoen de hefbruggen aan deze eis. Ook de Hoge Gouwespoorbrug te Gouda heeft een hefhoogte van 34 meter.

## Oeververbindingen
Kenmerkend voor de Gouwe zijn de drie monumentale hefbruggen. Verder zijn er twee aquaducten onder de rivier, drie spoorbruggen en vier ophaalbruggen bij het sluizencomplex Julianasluis in het Gouwekanaal. 
Hefbrug Gouwesluis ·
Gouwespoorbrug ·
Alphen-aquaduct ·
Hefbrug Boskoop ·
Hefbrug Waddinxveen ·
Amaliabrug ·
Gouwe-aquaduct ·
Coenecoopbrug ·
Lage Gouwespoorbrug ·
Hoge Gouwespoorbrug ·
Julianasluisbrug Noord ·
Julianasluisbrug Zuid